# Ipê-amarelo-flor-de-algodão
Ipê-amarelo-flor-de-algodão (Handroanthus serratifolius) é uma espécie de árvore do gênero Handroanthus. 
No Brasil também é conhecida como somente ipê-amarelo, ou então: ipê-amarelo-da-mata, ipê-ovo-de-macuco, ipê-pardo, ipê-tabaco, pau-d’arco-amarelo, piúva-amarela, tamurá-tuíra.

## Etimologia
Ipê vem da língua tupi. Talvez seja composição de 'yb + pé, "pau cascudo", em referência a sua madeira muito dura.

## Características
É uma árvore com porte que varia de médio a grande e pode atingir de 15 a 30 metros de altura. Possui o tronco fissurado formando finas placas que se soltam em pequenas quantidades. Suas flores são de cor amarelo-dourado e se formam em cachos. As vagens são bipartidas com comprimento entorno de 35 cm, com coloração marrom-escura, rugosa e sem pelos, que se abrem soltando sementes. As folhas possuem de cinco a quatro folíolos e bordas suavemente serrilhadas. Possui sementes retangulares aladas e germinação simples.

### Flores

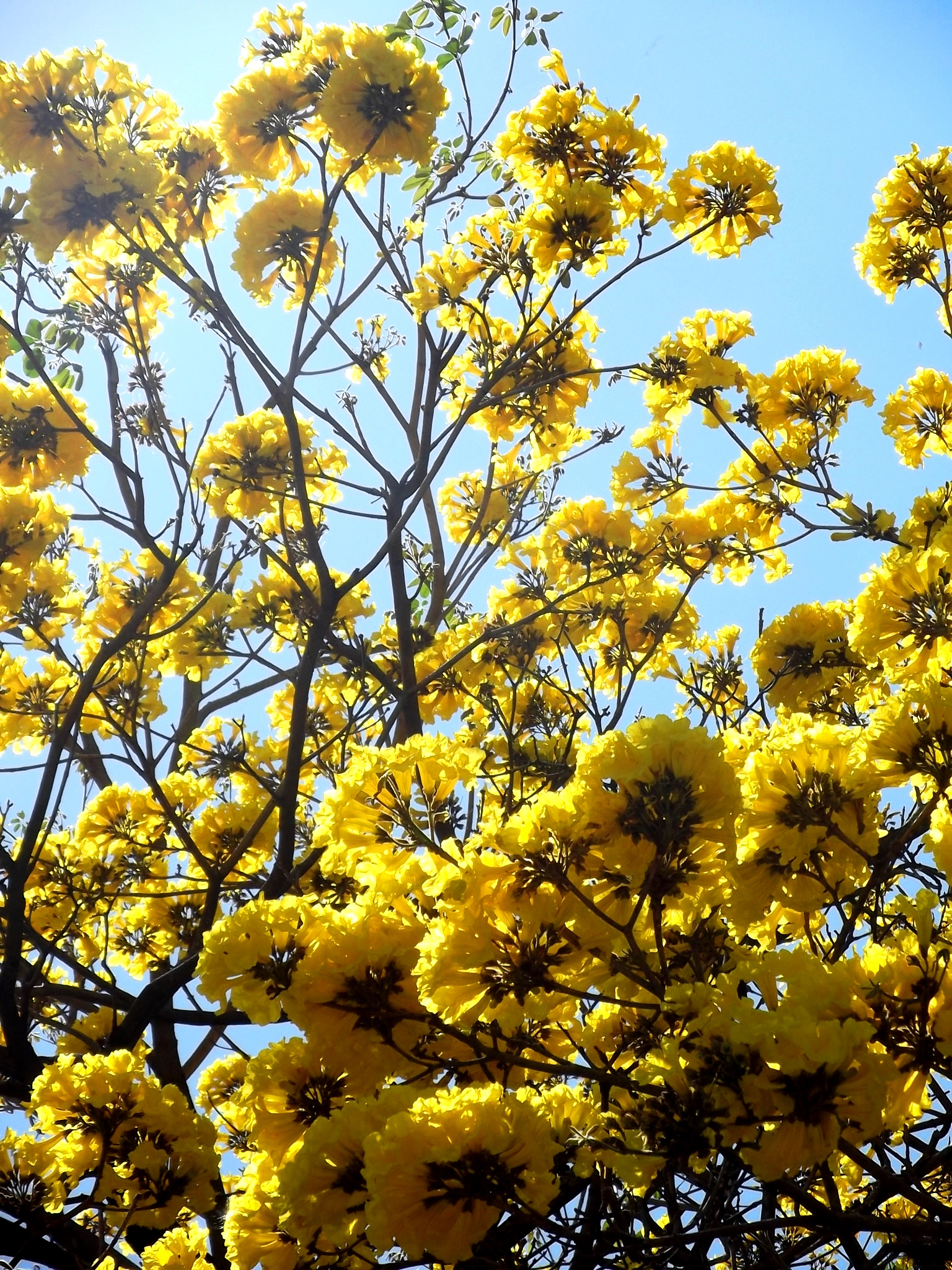
Flores do ipê-amarelo-flor-de-algodão

Possuem flores hermafroditas livres ou em tríades levemente perpendicular, unidas em conjuntos em formato de umbela no final dos ramos. O cálice e a corola tem forma tubular com cinco lóbulos. Por causa de sua beleza, atraem  insetos e vertebrados como abelhas e pássaros, especialmente beija-flores que tem papel fundamental na polinização. As sementes são espalhadas pelo vento.
A floração ocorre após a queda das folhas, o que acontece no período mais seco, geralmente de junho a agosto, no inverno, podendo variar nas zonas mais próximas ao litoral.

### Frutos

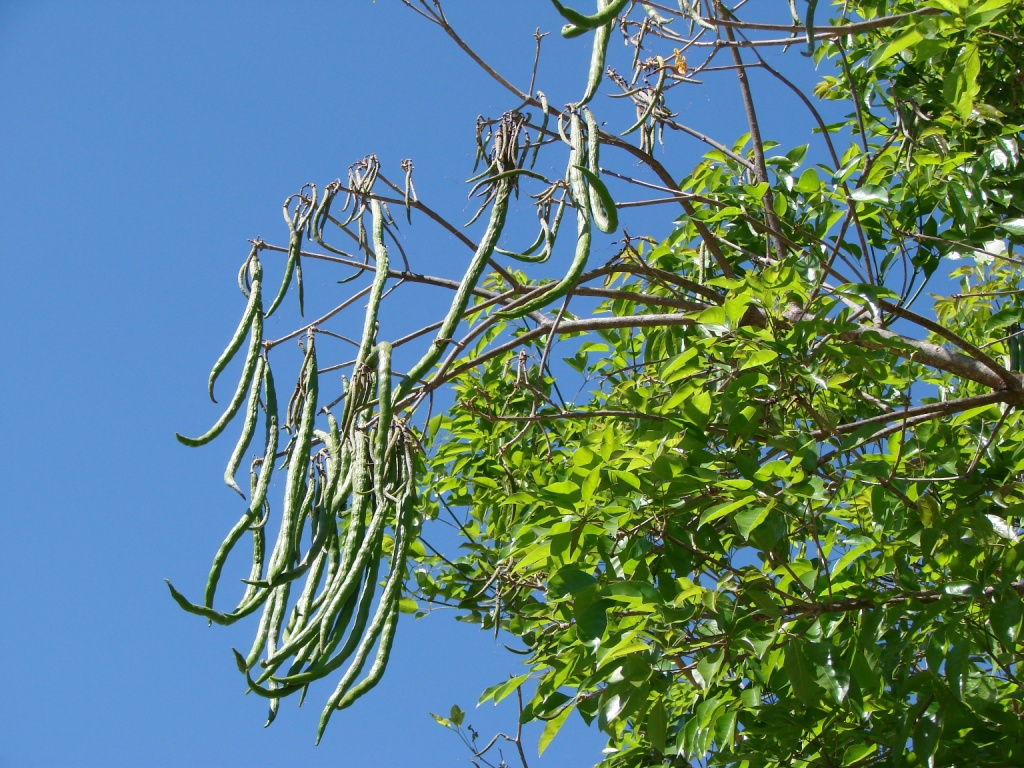
vagens do ipê-amarelo-flor-de-algodão

São vagens septicidas, coriáceas, glabras, lineares, que têm entorno de 20–65 cm de comprimento e 2,5-3,5 cm de espessura.
Ficam maduros cerca de três a quatro meses após a floração.

## Alteração do gênero
Pertencente à família Bignoniaceae, o gênero Tabebuia constitui um importante grupo de plantas neotropicais, distribuídas desde o sudoeste dos Estados Unidos até o norte da Argentina e Chile. Trata-se do maior gênero da família, totalizando cerca de 100 espécies, muitas delas amplamente reconhecidas pelo valor ornamental e qualidade das madeiras que produzem.
Complexo, do ponto de vista taxonômico, o gênero sofreu inúmeras alterações ao longo de sua história. Originalmente, todas as espécies conhecidas como ipês eram incluídas no gênero Tabebuia  para abrigar as Bignoniáceas arbóreas de folhas simples. A descrição de novas espécies na família e a grande variabilidade morfológica com que se apresentavam, no entanto, acabaram levando a uma expansão nos limites genéricos iniciais. Assim, à medida que surgiam novos estudos, o conceito tradicional se modificava, de modo que a circunscrição original não se manteve ao longo do tempo. As modificações ocorridas incluíram a sinonimização, segregação e reincorporação de inúmeras espécies, inclusive de outros gêneros, como Tecoma, provocando uma grande confusão no grupo taxonômico em questão.
Ciente da heterogeneidade existente no grupo e procurando resolver este problema Mattos J.R. em 1970, dividiu as espécies de ipês em dois gêneros, Tabebuia e Handroanthus, este último criado, especialmente, para os representantes brasileiros. Tal interpretação foi fortemente criticada por Gentry , que tornou a posicionar todas as espécies de ipês no grupo original. Mais recentemente, Grose e Olmstead em 2007 propuseram, com base em estudos filogenéticos, a divisão de Tabebuia em três gêneros, Tabebuia, Handroanthus e Roseodendron, confirmando, em definitivo, a segregação proposta por Mattos e a existência de linhagens diferentes dentro do grupo.

## Distribuição geográfica

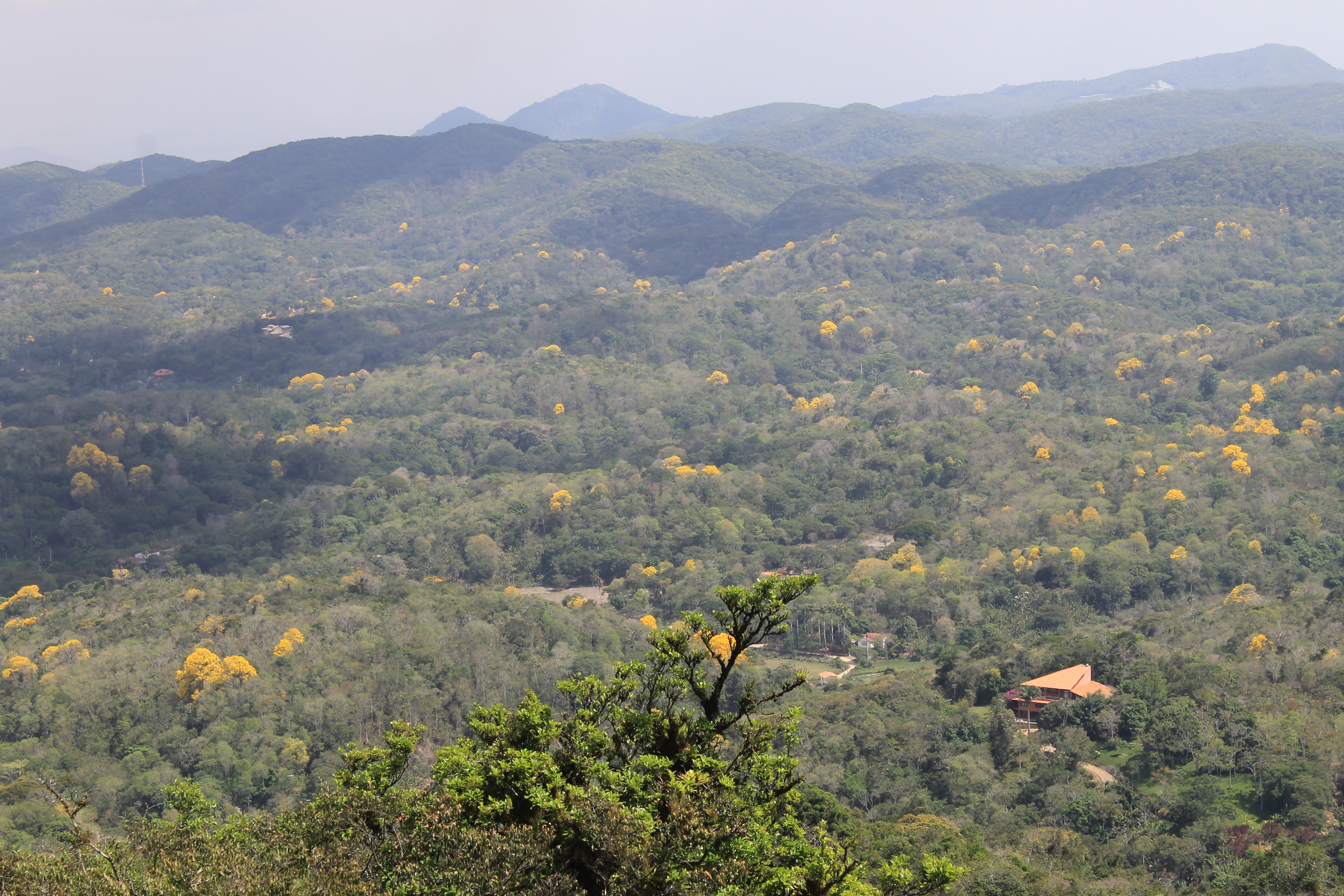
Floração de Ipês-Amarelos ou "Pau-d'arcos amarelos" (Handroanthus serratifolia) vista do Pico Alto, no município de Guaramiranga, topo mais elevado da Serra de Baturité - Ceará - Brasil.

Árvore típica do bioma da Mata Atlântica, ocorrendo no interior da mata, sendo difícil de ser encontrada em estado nativo atualmente, por conta da sua madeira ser altamente requisitada e ter desenvolvimento lento. Não é muito utilizada em paisagismo urbano, justamente pelo lento crescimento e por ser de médio a grande porte.

## Usos
A madeira é utilizada para construções civis e navais, alem de pontes, postes, tábua de assoalho, tacos de bilhar e bengalas, possuindo longa durabilidade. Árvore ornamental, extremamente majestosa quando está florida, é ótima para o paisagismo. Usa-se também em restaurações florestais. A entrecasca é utilizada na medicina caseira, embora seja menos procurada que a do ipê-roxo.

## Informações ecológicas
Planta secundaria tardia, heliófita, encontrada na floresta ombrófila, semidecídua e mata de cipó, em formações primárias e secundárias, capoeiras e áreas de cabruca. Tem a preferência de solos bastante drenados localizados em encostas.

## Obtenção de sementes
Os frutos podem ser adquiridos diretamente da árvore ao iniciar a abertura espontânea, e deixar secar para abertura e liberação das sementes. Um quilo contém cerca de 25.000 sementes.
É de extrema importância a produção de sementes com níveis alto de qualidades pra formar de mudas pro reflorestamento, gerar madeiras e varias outras atividades. É bastante usado em paisagismo e arborização urbana por suas flores amarelas bem chamativas, entretanto, não é recomendado plantar próximo a casas ou em calçadas, pois suas raízes podem causar problemas no calçamento e na rede de esgoto.

## Produção de mudas
As sementes devem ser dispostas para germinação logo após sua retirada, por conta do seu poder germinativo diminuir muito rápido. Semear em canteiros ou sacos separados composto de solo organo-argiloso. Ela começa emergir em torno de 8 a 12 dias e a porcentagem de germinação normalmente é elevado. O crescimento das mudas é discreto.
As sementes não adormecem e a germinação é epígea. Submetidas a climas com temperaturas de 25 °C a 30°C,  leva cerca de 6 dias, quando já é possível visualizar o alongamento da raiz primária; aos 11-13 dias, a planta comumente começa apresentar o hipocótilo e as primeiras folhas simples, opostas, com margem cortada. A taxa de germinação é elevada, podendo atingir até 100%.

## Espécies afins
Outras espécies de ipê-amarelo ocorrem também na região, como Handroanthus chrysotrichus e Handroanthus umbellatus.

## Flor nacional do Brasil
Em 27 de setembro de 1961, foi apresentada a proposta do Projeto de Lei 3380/1961 que declara o pau-brasil (Caesalpinia echinata) e o ipê-amarelo (Tecoma araliacea), respectivamente, árvore e flor nacionais. No entanto, após vários pareceres a PL foi arquivada. Em 7 de dezembro de 1978, somente o pau-brasil foi declarado árvore nacional por meio da Lei nº 6607. Houve outras tentativas de estabelecer o ipê-amarelo como a flor nacional com os projetos de lei PL-2293/1974 e PL-882/1975, mas as duas PL foram arquivadas na Câmara dos Deputados.